# Casalpusterlengo
Casalpusterlengo là một đô thị ở tỉnh Lodi trong vùng Lombardia của Italia, cách khoảng 50 km về phía đông nam của Milano và khoảng 20 km về phía đông nam của Lodi. Tại thời điểm 31 tháng 12 năm 2004, đô thị này có dân số 14.626 người và diện tích là 25,6 km².
Đô thị Casalpusterlengo bao gồm các frazioni (các đơn vị trực thuộc, chủ yếu là thôn làng) Vittadone and Zorlesco.
Casalpusterlengo giáp các đô thị: Turano Lodigiano, Secugnago, Brembio, Terranova dei Passerini, Codogno, Ospedaletto Lodigiano, Somaglia.